# Нейчър
„Нейчър“ (на английски: Nature, в превод от англ. — Природа) е сред най-старите, популярни и авторитетни научни списания в света. Публикува изследвания, посветени на широк кръг от въпроси, основно с естественонаучна тематика.
Първото издание е от 4 ноември 1869 година, създадено от английския физик сър Джозеф Нормън Локиър, който остава негов редактор до 1919 година.
„Нейчър“ се редактира във Великобритания от издателството Нейчър Пъблишинг Груп и се издава в Лондон. Списанието има също офиси в Ню Йорк, Сан Франциско, Вашингтон, Токио, Париж, Мюнхен и Бейсингстоук (Обединено кралство).
Повечето научни списания днес са силно специализирани, докато „Нейчър“ е едно от малкото, които публикуват оригинални изследвания в широк спектър от научни дисциплини. Научни изследвания се публикуват под формата на статии или писма.
Списанието е за научни работници, но в началото на всяко издание се публикуват кратки резюмета на най-важните публикации на популярен език. В колонката на редактора и в раздела „Новини“ (News Articles) се съобщава за важни събития в различни области. За основната част на списанието се изискват специализирани знания в съответната област.
От 2005 г. списанието публикува подкасти, с които накратко се обсъждат постижения на науката и публикации от последните 1 – 2 седмици.
През 2007 г. „Нейчър“ (заедно със „Сайънс“) получава Наградата на принцесата на Астурия за комуникации и хуманност.

## Влияние
Публикациите в такива списания като „Нейчър“ или „Сайънс“, са крайно престижни, тъй като статиите в тях често се цитират, а авторът получава широка известност и извън пределите на своята научна област. Така, импакт факторът на „Нейчър“ през 2012 г. е равен на 38,597, тоест всяка статия за двете години, минали след публикацията, е цитирана средно над 38 пъти. През 2009 г. списанието влиза под № 1 в „Списъка на 100-те най-влиятелни списания по биология и медицина за последните 100 години“ и е наречен Списание на столетието.